# Ostoja Wierzejska
Ostoja Wierzejska (PLH260035) – specjalny obszar ochrony siedlisk Natura 2000 o powierzchni 224,64 ha. Leży w województwie świętokrzyskim, w powiecie kieleckim, w gminie Masłów, przy północnej granicy Kielc. Nadleśnictwo Kielce, leśnictwo Dąbrowa. Jest to obszar leśny (100% powierzchni) obejmujący swoimi granicami fragment Góry Wierzejskiej w Paśmie Masłowskim w Górach Świętokrzyskich. Przedmiotem ochrony obszaru jest świętokrzyski bór jodłowy wraz ze współwystępującymi gatunkami roślin i zwierząt objętymi ochroną w ramach sieci Natura 2000 na mocy dyrektywy siedliskowej.
Zgodnie z podziałem regionalnym Polski Góra Wierzejska 375 m n.p.m. leży na Wyżynie Kielecko-Sandomierskiej w Górach Świętokrzyskich na zachodnim krańcu Pasma Masłowskiego. Lasy porastające Górę Wierzejską stanowią rozległy kompleks o powierzchni około 45 km². Na południu sąsiadują bezpośrednio z Kielcami, na północy sięgają miejscowości Tumlin i Samsonów. Od wschodu ich granicę wyznacza droga ekspresowa S7, izolując „lasy wierzejskie” od ciągnących się dalej w kierunku wschodnim gór Białej i Domaniówki będących częściami Pasma Masłowskiego. Na zachodzie granicę kompleksu „lasów wierzejskich” wyznaczają tory kolejowe oraz tereny otwarte użytkowane rolniczo. Przez środek kompleksu biegnie ruchliwa droga powiatowa Kielce-Zagnańsk.
Geologicznie Masyw Góry Wierzejskiej zbudowany jest z piaskowców kwarcytowych, z wkładkami zlepieńców, mułowców i iłowców, należących do dolnego dewonu. Partię grzbietową tworzy gruby kompleks w przewadze zbudowany z odpornych na wietrzenie piaskowców kwarcytowych. Na zboczach grzbietu skały dolnego dewonu przykryte są płatami osadów kenozoicznych o grubości do kilku metrów. Tworzący je materiał w różnym udziale reprezentowany jest przez okruchy i bloki skalne, gliny, piaski i iły. Składa się nań zwietrzelina dewońskiego podłoża przemieszana z glacjalnymi i wodnolodowcowymi osadami, złożonymi podczas zlodowaceń południowopolskich we wczesnym plejstocenie.
Obszar leżący na północ od Góry Wierzejskiej stanowi wschodnie zakończenie Wzgórz Tumlińskich. Grzbiet Góry Krzemionki położony bezpośrednio na północ od Góry Wierzejskiej zbudowany jest piaskowców i mułowców kambru, zaś następny grzbiet góry Sosnowicy tworzą piaskowce i mułowce triasowe. Doliny śródleśnych strumieni wypełniają głównie holoceńskie mułki, piaski i żwiry rzeczne. Wzdłuż nich występują plejstoceńskie gliny zwałowe oraz piaski i żwiry wodnolodowcowe i rzeczne.
Sieć hydrologiczną tworzą niewielkie śródleśne cieki mające tu swoje źródła. Spływają one w kierunku zachodnim i południowo-zachodnim zasilając wody strumienia Sufragańczyk, który wpada do rzeki Sufraganiec, będącej dopływem rzeki Bobrzy. W północno-wschodniej części lasów ma swoje źródła rzeka Dąbrówka, która opływa „lasy wierzejskie” od wschodu. Płynie ona pomiędzy ścianą lasu a drogą ekspresową S7. W swoim dalszym biegu wpada do rzeki Silnicy w Kielcach.
Pod względem fitosocjologicznym dominuje tu świętokrzyski bór jodłowy Abietetum Polonicum 91P0 oraz kwaśna buczyna Luzulo-Fagenion 9110. Ponadto głównie w części zachodniej kompleksu występują grąd środkowoeuropejski i subkontynentalny Galio-Carpinetum, Tilio-Carpinetum 9170, żyzne buczyny Dentario glandulosae-Fagenion, Galio odorati-Fagenion 9130, a w południowo-zachodniej części i wzdłuż cieków łęgi wierzbowe, topolowe, olszowe i jesionowe Salicetum albae, Populetum albae, Alnenion glutinoso-incanae, olsy źródliskowe 91E0. Na niewielkich areałach występują też bory sosnowe i bory bagienne ze świerkiem. Ważnym elementem przyrodniczym są śródleśne polany i niewielkie fragmenty zmiennowilgotnych łąk trzęślicowych Molinion 6410, a także torfowiska przejściowe przeważnie z roślinnością z Scheuchzerio-Caricetea 7140.
Drzewostany w lasach wierzejskich oscylują w klasach wieku pomiędzy 45 a 200 lat. W najbardziej wilgotnych i niedostępnych miejscach, przede wszystkim wzdłuż cieków wodnych zalega duża ilość martwego drewna tak stojącego jak leżącego w różnym stopniu rozkładu.
Lasy wierzejskie ze względu na bliskość dużego miasta i silnie rozwiniętą sieć infrastruktury komunikacyjnej poddawane są znacznej antropopresji. Są to lasy gospodarcze i prowadzona jest tu gospodarka leśna. Mimo to na znacznym obszarze zachowały swoje naturalne walory z licznymi gatunkami z różnych grup systematycznych o wysokim statusie ochrony w tym zagrożonych wymarciem w skali kraju i Unii Europejskiej.
Obszar pełni ważną rolę w sieci naturalnych kompleksów leśnych Gór Świętokrzyskich. Przebiega przez niego korytarz ekologiczny o randze ponadlokalnej. Jego zachowanie może być bardzo ważne z punktu widzenia zachowania spójności sieci Natura 2000 w województwie świętokrzyskim.
Przedmiotem ochrony obszaru Natura 2000 Ostoja Wierzejska jest świętokrzyski bór jodłowy Abietetum Polonicum 91P0 oraz zgniotek cynobrowy Cucujus cinnaberinus 1086.
Obszar jest ważnym siedliskiem rzadkich gatunków grzybów, roślin, bezkręgowców i zwierząt (m.in. soplówka jodłowa Hericium flagellum, podgrzybek tęgoskórowy Pseudoboletus parasiticus, pomarańczowiec błyszczący Pycnoporellus fulgens, rosiczka okrągłolistna Drosera rotundifolia, kilka gatunków storczyków, mieczyk dachówkowaty Gladiolus imbricatus, podrzeń żebrowiec Blechnum spicant, przeplatka aurinia Euphydryas aurinia, czerwończyk nieparek Lycaena dispar, modraszek alkon Phengaris alcon, zgniotek cynobrowy Cucujus cinnaberinus, traszka górska Ichthyosaura alpestris, trzmielojad Pernis apivorus, bocian czarny Ciconia nigra, jarząbek Tetrastes bonasia, puszczyk uralski Strix uralensis, włochatka Aegolius funereus, sóweczka Glaucidium passerinum, siniak Columba oenas, dzięcioł białogrzbiety Dendrocopos leucotos, dzięcioł średni Dendrocopos medius, dzięcioł zielonosiwy Picus canus, muchołówka mała Ficedula parva, mopek Barbastella barbastellus, nocek duży Myotis myotis, popielica Glis glis, łoś Alces alces, wilk Canis lupus).
Obszar Natura 2000 „Ostoja Wierzejska” jest bardzo silnie zagrożony planowaniem i realizacją licznych, dużych inwestycji budowlanych w jego bezpośredniej bliskości. Wśród zagrożeń ważna jest też presja ze strony mieszkańców Kielc oraz prowadzona bez rozpoznania przyrodniczego gospodarka leśna.